# Helge Artelius
Helge Andreas Artelius, född 28 oktober 1895 i Sundsvalls församling, Västernorrlands län, död 28 oktober 1989 i Engelbrekts församling, Stockholms län, var en svensk konstnär. 

## Biografi
Artelius studerade vid Högre konstindustriella skolan 1913–1914 samt vid Konstakademin 1919–1925. Han tilldelades en kanslesmedalj från Konstakademin under studietiden.
Han utförde huvudsakligen illustrationsarbeten till böcker, jultidningar och tidskrifter för Bonniers och Åhlén och Åkerlund. Under 1910-talet medverkade han i skämttidningen Kasper med teckningar och ordlekar. Han blev kanske mest känd för sina  pappersdekorationer och bokmärken med änglar, tomtar och rödkindade barn, som ofta användes som juldekoration. Som illustratör har han bland annat illustrerat Selma Lagerlöfs Julberättelser och Jeanna Oterdahls Skolkamrater.
Hans konst består av porträtt och stilleben i olja, tempera eller akvarell.
Efter hans bortgång anordnades 2009 utställningen Tomtar, änglar och glada barn på Jönköpings läns museum och Kerstin Bergengren och Anne-Marie Jacobsson skrev den rikt illustrerade boken om hans måleri och liv Artelius 2008.
Han var från 1927 till sin död gift med Gullan Artelius. Makarna är begravda på Norra begravningsplatsen utanför Stockholm.